# Chełst (województwo wielkopolskie)
Chełst (niem. Neuteich) – wieś sołecka w Polsce nad rzeką Miałą, przy szosie Drezdenko–Czarnków, położona w województwie wielkopolskim, w powiecie czarnkowsko-trzcianeckim, w gminie Drawsko.

## Położenie
Przez wieś przebiega droga wojewódzka nr 181 oraz wybiega DW 133.

## Nazwa
Miejscowość pierwotnie związana była z Wielkopolską. Ma metrykę średniowieczną i istnieje co najmniej od połowy XVI wieku. Wymieniona pierwszy raz w łacińskim dokumencie z lat 1564-1565 „na Chelscziech”. Według tego zapisu staropolską nazwę zidentyfikowano jako „Chelsty”. W 1581 wymieniona została pod dwiema nazwami „Miałła alias Chełst”,, 1595 Chaust oraz Neuenteich, 1615 „Helst”, 1627 Helst, 1632 Chełst, 1638 Neuteich, 1880 Chełst oraz Neuteich, 1944 „Neuteich”.
Nazwa pochodzi od miejscowego stawu i rzeki o nazwie Chełst zwanej również Miałła (obecnie to rzeka Miała). Nazwa Chełst wywodzi się ze staropolszczyzny i oznacza szum, zgiełk. W latach 1564–65 zapisano lokalizację miejscowości przy stawie Chelsczie. Pierwszy człon niemieckiej nazwy również nawiązuje do stawu Teich z dodaniem słowa nowy – neu.

## Historia
Miejscowość była początkowo wsią królewską leżącą w dobrach wieleńskich, tzw. królewszczyzną należącą do królów polskich. W latach 1580–1581 leżała w powiecie poznańskim Korony Królestwa Polskiego, w parafii Wieleń.
Z lat 1564–1565 pochodzi pierwszy zapis związany z miejscowością. Odnotowano wówczas, że położona jest przy stawie o nazwie Chełst gdzie przebiegała granica państwowa pomiędzy Drawskiem leżącym w Koronie Królestwa Polskiego, a Drzeniem (obecnie Drezdenko) położonym w Nowej Marchii. Wieś odnotowano wówczas jako osadę w puszczy należącą do wsi Drawsko w dobrach wieleńskich. Mieszkało w niej 5 zagrodników. Znajdowały się tam dwa doły smolarskie, w których wyrabiano po 3 beczki smoły rocznie. Mieszkańcy dawali robociznę oraz płacili 22 groszy czynszu. Od każdego dołu płacili po 6 groszy oraz po 3 grosze podatku od każdej wytworzonej beczki smoły.
W 1580 odnotowano pobór podatków od 7 zagrodników oraz z młyna pełniącego funkcję papierni. W 1595 miejscowość odnotowana została jako wieś Chaust leżącą w pobliżu młyna-papierni. Od 1631 w okolicy wsi notowana była osada o nazwie "Papiernik" koło Wielenia.
W wyniku II rozbioru Rzeczypospolitej w 1793, miejscowość przeszła w posiadanie Prus i jak cała Wielkopolska znalazła się w zaborze pruskim. W latach 1920–1939 granica państwowa, biegnąca na krótkim odcinku rzeką Miałą, dzieliła wieś na dwie części: niemiecką (zachodnią) i polską (wschodnią). W latach 1975–1998 miejscowość administracyjnie należała do województwa pilskiego. Obecnie granica województw lubuskiego i wielkopolskiego powtarza dawną granicę polsko-niemiecką z dwoma odstępstwami na terenie puszczy – jedno z nich znajduje się w rejonie Chełstu.
W okresie międzywojennym w miejscowości stacjonowała placówka Straży Granicznej I linii „Chełst”.
W latach 1954–1968 wieś należała i była siedzibą władz gromady Chełst, po jej zniesieniu w gromadzie Drawsko. 

## Zabytki i osobliwości

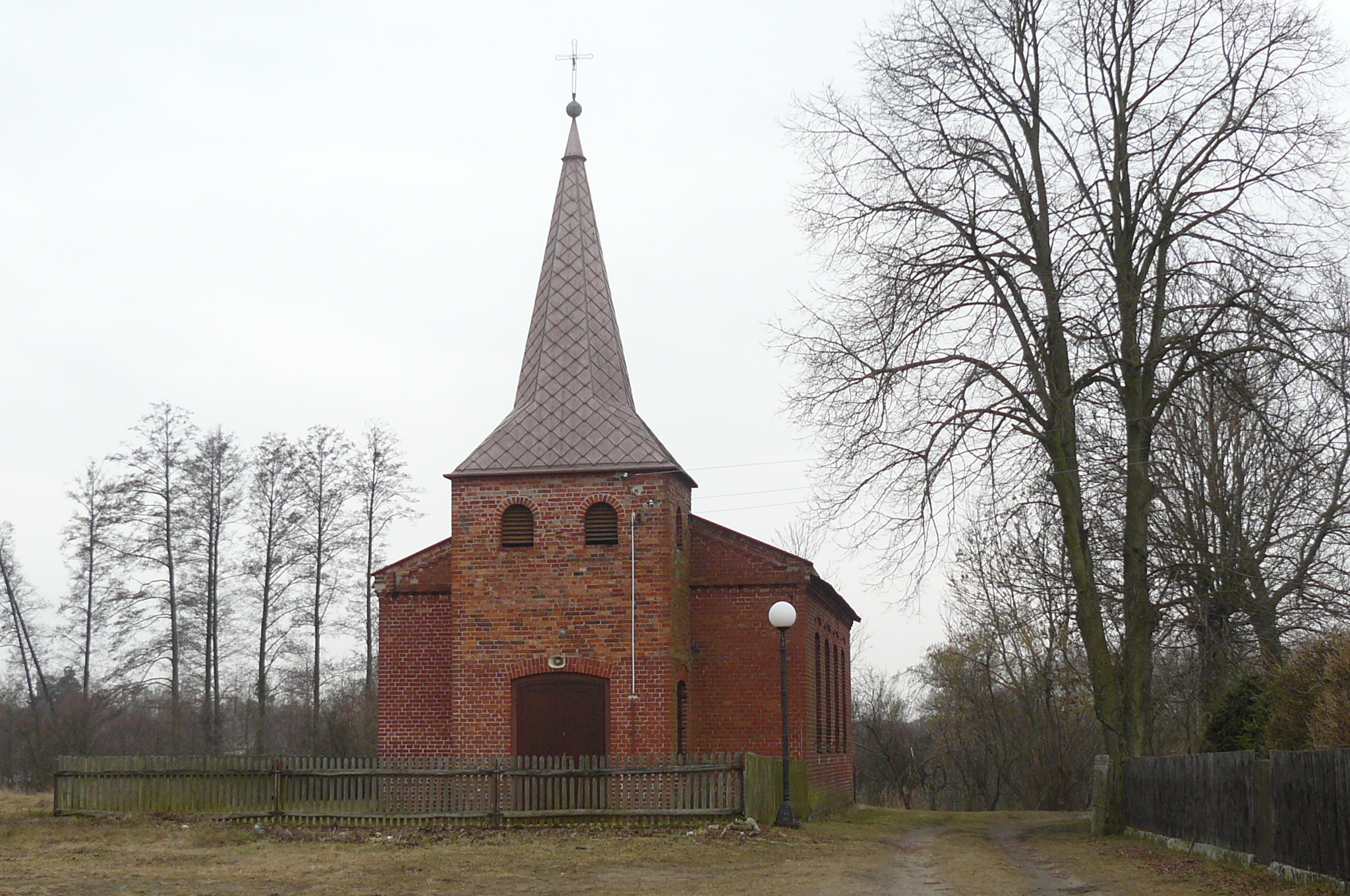
Kościół w dawnej polskiej części wsi

Godny uwagi jest kościół o konstrukcji szachulcowej, wzniesiony na planie prostokąta w połowie XVIII w. Zachowany zespół starych domów i gospodarstw. Pod lasem dawna niemiecka strażnica graniczna (przystosowana do roli szkoły). Przed nią tablica ku czci Józefa Chociszewskiego, urodzonego w Chełście. Odsłonięta została 4 czerwca 1939 na domu nr 9, czyli dawnej szkole w polskiej części, przeniesiona w obecne miejsce w 2007.
Z drogi przed i za wsią rozciąga się rozległy widok na dolinę Noteci ze wzgórza koło Starych Bielic.